# Liste der Fornminnen in Skön

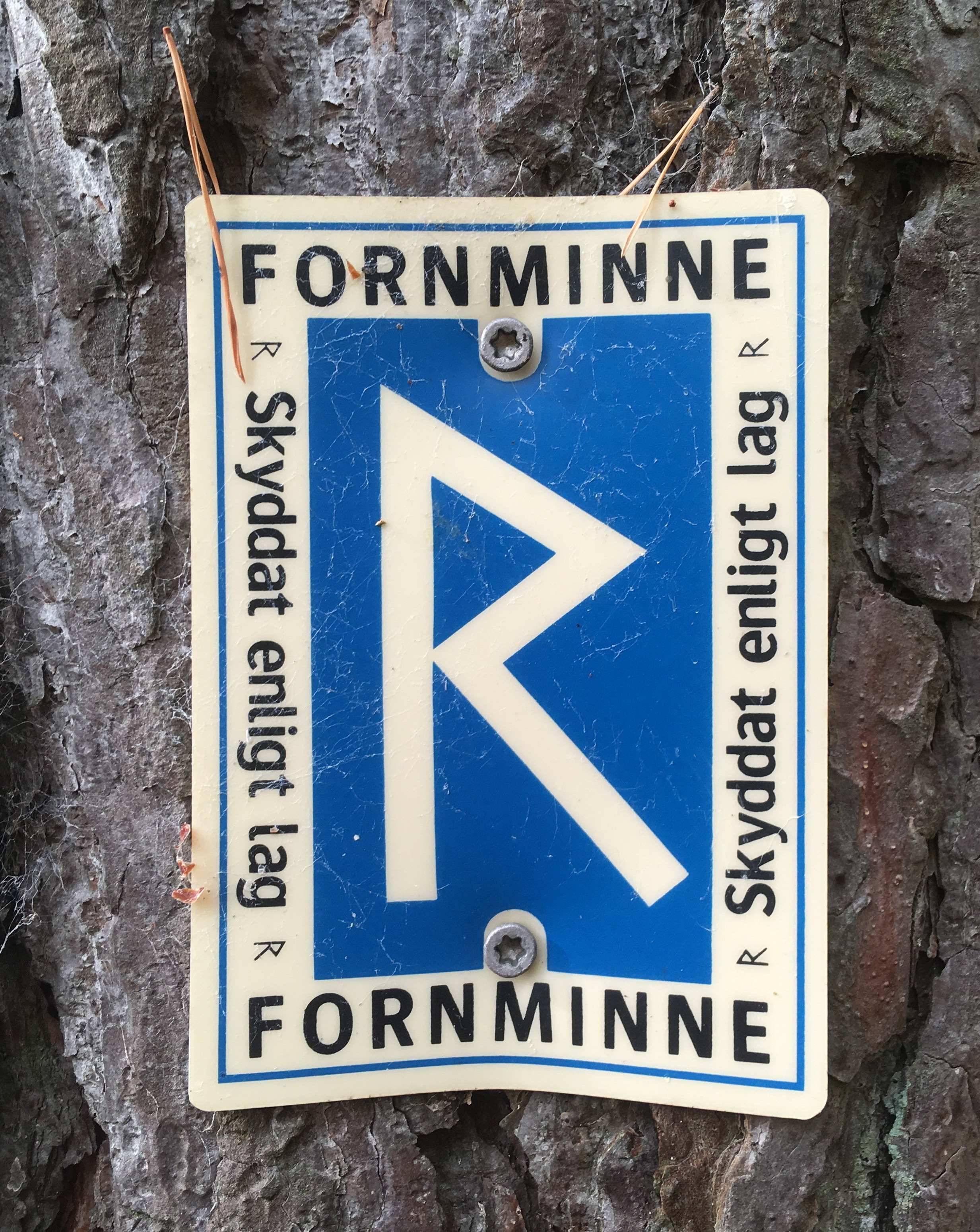
Zeichen für „Fornminnen“ in Schweden

Diese Liste der Fornminnen in Skön zeigt die „Alten/antiken Denkmale“ (schwedisch fornminnen) im ehemaligen Socken Skön in der heutigen Gemeinde Sundsvall der schwedischen Provinz Västernorrlands län, sie ist eine Teilliste der „Liste der Fornminnen in Västernorrland“. Die Aufteilung basiert auf der historischen Zuordnung der Gebiete in Socken (siehe auch) und der Einteilung des Zentralamts für Denkmalpflege Riksantikvarieämbetet (RAÄ). Es werden die Fornminnen aufgeführt, die auf dem Suchdienst „Fornsök“ registriert sind, welcher weitere Informationen zu den bekannten kulturhistorischen Überresten in Schweden enthält.

## Begriffserklärung
Fornminnen (schwedisch für alte/antike Denkmale oder archäologische Funde) sind in Schweden alte Objekte und archäologische Funde (Fornlämningar), welche die Überreste menschlicher Aktivitäten in der Vergangenheit bezeichnen, die durch frühere Nutzung entstanden sind und dauerhaft aufgegeben wurden. Dabei gilt für Fornminnen, die vor 1850 entstanden sind, dass sie automatisch durch das Gesetz geschützt sind. Aber auch jüngere Überreste können zu Bodendenkmalen erklärt werden, wenn sie sich an ihrem ursprünglichen Standort befinden und weitgehend erdgebunden sind. Als Fornminnen zählen u. a. Siedlungen und Siedlungsreste aus prähistorischer Zeit, Gräber und Grabstätten, Burgruinen, Ruinen von Klöstern, Kirchen und Schlössern, Steine und Felsen mit Inschriften und Bildern (z. B. Runensteine und Petroglyphen), insofern sie nicht schon als Einzeldenkmal unter Byggnadsminnen (schwedisch für Baudenkmale) oder kyrkliga Kulturminnen (schwedisch für kirchliches Kulturgut) ausgewiesen sind.

## Legende
| ID           | = | ID.Nr. des Denkmalregisters (Fornsök) im schwedische Amt für nationales Kulturerbe (Riksantikvarieämbetet (RAÄ)) |
| Lage         | = | Koordinatenangabe des Standorts                                                                                  |
| Bezeichnung  | = | Bezeichnung des Denkmalobjekts (auch RAÄ-Nr.)                                                                    |
| Beschreibung | = | Name (Denkmaltyp/Dokumentenverweis im Arkivsök) sowie eine kurze Beschreibung des Objekts                        |
| Bild         | = | Bild des Objekts sowie Verweis auf weitere Bilder                                                                |

## Liste Fornminnen Skön
| ID             | Lage    | Bezeichnung (RAÄ-Nr.)                | Beschreibung | Bild           |
| -------------- | ------- | ------------------------------------ | --- | -------------- |
| 10249200010001 | (Karte) | Skön 1:1                             | Skön 1:1 (Hügelgrab / L1935:1791) Beschreibung ergänzen | Weitere Bilder |
| 10249200010002 | (Karte) | Skön 1:2                             | Skön 1:2 (Hügelgrab / L1935:1790) Beschreibung ergänzen | Weitere Bilder |
| 10249200030001 | (Karte) | Skön 3:1                             | Skön 3:1 (Hügelgrab / L1935:1176) Beschreibung ergänzen | Weitere Bilder |
| 10249200040001 | (Karte) | Skön 4:1                             | Skön 4:1 (Hügelgrab / L1935:1177) Beschreibung ergänzen | Weitere Bilder |
| 10249200040002 | (Karte) | Skön 4:2                             | Skön 4:2 (Hügelgrab / L1935:1848) Beschreibung ergänzen | Weitere Bilder |
| 10249200050001 | (Karte) | Skön 5:1                             | Skön 5:1 (Hügelgrab / L1935:1160) Beschreibung ergänzen | Weitere Bilder |
| 10249200070001 | (Karte) | Skön 7:1                             | Skön 7:1 (Steinsetzung / L1935:1795) Beschreibung ergänzen | Weitere Bilder |
| 10249200080003 | (Karte) | Skön 8:3                             | Skön 8:3 (Hügelgrab / L1935:1778) Beschreibung ergänzen | Weitere Bilder |
| 10249200090001 | (Karte) | Skön 9:1                             | Skön 9:1 (Hügelgrab / L1935:1631) Beschreibung ergänzen | Weitere Bilder |
| 10249200090002 | (Karte) | Skön 9:2                             | Skön 9:2 (Hügelgrab / L1935:4816) Beschreibung ergänzen | Weitere Bilder |
| 10249200090003 | (Karte) | Skön 9:3                             | Skön 9:3 (Hügelgrab / L1935:5396) Beschreibung ergänzen | Weitere Bilder |
| 10249200090004 | (Karte) | Skön 9:4                             | Skön 9:4 (Steinsetzung / L1935:1632) Beschreibung ergänzen | Weitere Bilder |
| 10249200100001 | (Karte) | Skön 10:1                            | Skön 10:1 (Steinsetzung / L1935:5471) Beschreibung ergänzen | Weitere Bilder |
| 10249200110001 | (Karte) | Skön 11:1                            | Skön 11:1 (Grab- und Siedlungsfläche / L1935:4757) Beschreibung ergänzen | Weitere Bilder |
| 10249200120001 | (Karte) | Skön 12:1                            | Skön 12:1 (Gräberfeld / L1935:5392) Beschreibung ergänzen | Weitere Bilder |
| 10249200130001 | (Karte) | Skön 13:1                            | Skön 13:1 (Hügelgrab / L1935:5395) Beschreibung ergänzen | Weitere Bilder |
| 10249200140001 | (Karte) | Skön 14:1                            | Skön 14:1 (Hügelgrab / L1935:1634) Beschreibung ergänzen | Weitere Bilder |
| 10249200140002 | (Karte) | Skön 14:2                            | Skön 14:2 (Hügelgrab / L1935:4890) Beschreibung ergänzen | Weitere Bilder |
| 10249200140003 | (Karte) | Skön 14:3                            | Skön 14:3 (Hügelgrab / L1935:1090) Beschreibung ergänzen | Weitere Bilder |
| 10249200160001 | (Karte) | Skön 16:1                            | Skön 16:1 (Hügelgrab / L1935:4892) Beschreibung ergänzen | Weitere Bilder |
| 10249200170001 | (Karte) | Skön 17:1                            | Skön 17:1 (Hügelgrab / L1935:1017) Beschreibung ergänzen | Weitere Bilder |
| 10249200170002 | (Karte) | Skön 17:2                            | Skön 17:2 (Typ / L1935:1710) Beschreibung ergänzen | Weitere Bilder |
| 10249200180001 | (Karte) | Skön 18:1                            | Skön 18:1 (Gräberfeld / L1935:1703) Beschreibung ergänzen | Weitere Bilder |
| 10249200190001 | (Karte) | Skön 19:1                            | Skön 19:1 (Hügelgrab / L1935:1649) Beschreibung ergänzen | Weitere Bilder |
| 10249200200001 | (Karte) | Skön 20:1                            | Skön 20:1 (Hügelgrab / L1935:1088) rundes (ca. 17 m Durchmesser) Hügelgrab und bis zu 1,7 m Höhe, etwa 250 m südlich „Skön kyrka“ zusammen mit weiteren prähistorischen Fundstellen; mittig mit einer (etwa 4 m Durchmesser Grube), tw. beschädigt und mit neueren Steinen gefüllt | Weitere Bilder |
| 10249200220001 | (Karte) | Skön 22:1                            | Skön 22:1 (Gräberfeld / L1935:1724) Beschreibung ergänzen | Weitere Bilder |
| 10249200230001 | (Karte) | Skön 23:1                            | Skön 23:1 (Gräberfeld / L1935:1031) Beschreibung ergänzen | Weitere Bilder |
| 10249200240001 | (Karte) | Skön 24:1                            | Skön 24:1 (Hügelgrab / L1935:1709) Beschreibung ergänzen | Weitere Bilder |
| 10249200240002 | (Karte) | Skön 24:2                            | Skön 24:2 (Hügelgrab / L1935:1708) Beschreibung ergänzen | Weitere Bilder |
| 10249200240003 | (Karte) | Skön 24:3                            | Skön 24:3 (Steinsetzung / L1935:1655) Beschreibung ergänzen | Weitere Bilder |
| 10249200240004 | (Karte) | Skön 24:4                            | Skön 24:4 (Hügelgrab / L1935:1108) Beschreibung ergänzen | Weitere Bilder |
| 10249200260001 | (Karte) | Skön 26:1                            | Skön 26:1 (Hügelgrab / Link) Beschreibung ergänzen | Weitere Bilder |
| 10249200260002 | (Karte) | Skön 26:2                            | Skön 26:2 (Hügelgrab / Link) Beschreibung ergänzen | Weitere Bilder |
| 10249200260003 | (Karte) | Skön 26:3                            | Skön 26:3 (Hügelgrab / Link) Beschreibung ergänzen | Weitere Bilder |
| 10249200270001 | (Karte) | Skön 27:1                            | Skön 27:1 (Hügelgrab / Link) Beschreibung ergänzen | Weitere Bilder |
| 10249200270002 | (Karte) | Skön 27:2                            | Skön 27:2 (Hügelgrab / Link) Beschreibung ergänzen | Weitere Bilder |
| 10249200280001 | (Karte) | Skön 28:1                            | Skön 28:1 (Hügelgrab / Link) Beschreibung ergänzen | Weitere Bilder |
| 10249200280002 | (Karte) | Skön 28:2                            | Skön 28:2 (Steinsetzung / Link) Beschreibung ergänzen | Weitere Bilder |
| 10249200280003 | (Karte) | Skön 28:3                            | Skön 28:3 (Steinsetzung / Link) Beschreibung ergänzen | Weitere Bilder |
| 10249200280004 | (Karte) | Skön 28:4                            | Skön 28:4 (Steinsetzung / Link) Beschreibung ergänzen | Weitere Bilder |
| 10249200300001 | (Karte) | Skön 30:1                            | Skön 30:1 (Steinsetzung / Link) Beschreibung ergänzen | Weitere Bilder |
| 10249200310001 | (Karte) | Skön 31:1                            | Skön 31:1 (Gräberfeld / Link) Beschreibung ergänzen | Weitere Bilder |
| 10249200320001 | (Karte) | Skön 32:1                            | Skön 32:1 (Hügelgrab / Link) Beschreibung ergänzen | Weitere Bilder |
| 10249200320003 | (Karte) | Skön 32:3                            | Skön 32:3 (Hügelgrab / Link) Beschreibung ergänzen | Weitere Bilder |
| 10249200330001 | (Karte) | Skön 33:1                            | Skön 33:1 (Gräberfeld / Link) Beschreibung ergänzen | Weitere Bilder |
| 10249200350001 | (Karte) | Skön 35:1                            | Skön 35:1 (Hügelgrab / Link) Beschreibung ergänzen | Weitere Bilder |
| 10249200350002 | (Karte) | Skön 35:2                            | Skön 35:2 (Hügelgrab / Link) Beschreibung ergänzen | Weitere Bilder |
| 10249200350003 | (Karte) | Skön 35:3                            | Skön 35:3 (Hügelgrab / Link) Beschreibung ergänzen | Weitere Bilder |
| 10249200350004 | (Karte) | Skön 35:4                            | Skön 35:4 (Steinsetzung / Link) Beschreibung ergänzen | Weitere Bilder |
| 10249200360001 | (Karte) | Skön 36:1                            | Skön 36:1 (Hügelgrab / Link) Beschreibung ergänzen | Weitere Bilder |
| 10249200360002 | (Karte) | Skön 36:2                            | Skön 36:2 (Hügelgrab / Link) Beschreibung ergänzen | Weitere Bilder |
| 10249200370002 | (Karte) | Skön 37:2                            | Skön 37:2 (Hügelgrab / Link) Beschreibung ergänzen | Weitere Bilder |
| 10249200370004 | (Karte) | Skön 37:4                            | Skön 37:4 (Steinsetzung / Link) Beschreibung ergänzen | Weitere Bilder |
| 10249200380001 | (Karte) | Skön 38:1                            | Skön 38:1 (Hügelgrab / Link) Beschreibung ergänzen | Weitere Bilder |
| 10249200390001 | (Karte) | Skön 39:1                            | Skön 39:1 (Hügelgrab / Link) Beschreibung ergänzen | Weitere Bilder |
| 10249200400001 | (Karte) | Skön 40:1                            | Skön 40:1 (Hügelgrab / Link) Beschreibung ergänzen | Weitere Bilder |
| 10249200400002 | (Karte) | Skön 40:2                            | Skön 40:2 (Hügelgrab / Link) Beschreibung ergänzen | Weitere Bilder |
| 10249200410001 | (Karte) | Skön 41:1                            | Skön 41:1 (Gräberfeld / Link) Beschreibung ergänzen | Weitere Bilder |
| 10249200430001 | (Karte) | Skön 43:1                            | Skön 43:1 (Gräberfeld / Link) Beschreibung ergänzen | Weitere Bilder |
| 10249200440002 | (Karte) | Skön 44:2                            | Skön 44:2 (Hügelgrab / Link) Beschreibung ergänzen | Weitere Bilder |
| 10249200450001 | (Karte) | Skön 45:1                            | Skön 45:1 (Hügelgrab / Link) Beschreibung ergänzen | Weitere Bilder |
| 10249200460001 | (Karte) | Skön 46:1                            | Skön 46:1 (Steinsetzung / Link) Beschreibung ergänzen | Weitere Bilder |
| 10249200470001 | (Karte) | Skön 47:1                            | Skön 47:1 (Steinsetzung / Link) Beschreibung ergänzen | Weitere Bilder |
| 10249200480001 | (Karte) | Skön 48:1                            | Skön 48:1 (Gräberfeld / Link) Beschreibung ergänzen | Weitere Bilder |
| 10249200490001 | (Karte) | Skön 49:1                            | Skön 49:1 (Steinsetzung / Link) Beschreibung ergänzen | Weitere Bilder |
| 10249200500001 | (Karte) | Skön 50:1                            | Skön 50:1 (Hügelgrab / Link) Beschreibung ergänzen | Weitere Bilder |
| 10249200520001 | (Karte) | Skön 52:1                            | Skön 52:1 (Hügelgrab / Link) Beschreibung ergänzen | Weitere Bilder |
| 10249200520001 | (Karte) | Skön 53:1                            | Skön 53:1 (Hügelgrab / Link) Beschreibung ergänzen | Weitere Bilder |
| 10249200540001 | (Karte) | Skön 54:1                            | Skön 54:1 (Hügelgrab / Link) Beschreibung ergänzen | Weitere Bilder |
| 10249200540002 | (Karte) | Skön 54:2                            | Skön 54:2 (Hügelgrab / Link) Beschreibung ergänzen | Weitere Bilder |
| 10249200540003 | (Karte) | Skön 54:3                            | Skön 54:3 (Hügelgrab / Link) Beschreibung ergänzen | Weitere Bilder |
| 10249200550001 | (Karte) | Skön 55:1                            | Skön 55:1 (Hügelgrab / Link) Beschreibung ergänzen | Weitere Bilder |
| 10249200550002 | (Karte) | Skön 55:2                            | Skön 55:2 (Steinsetzung / Link) Beschreibung ergänzen | Weitere Bilder |
| 10249200550003 | (Karte) | Skön 55:3                            | Skön 55:3 (Hügelgrab / Link) Beschreibung ergänzen | Weitere Bilder |
| 10249200560001 | (Karte) | Skön 56:1                            | Skön 56:1 (Hügelgrab / Link) Beschreibung ergänzen | Weitere Bilder |
| 10249200570001 | (Karte) | Skön 57:1                            | Skön 57:1 (Gräberfeld / Link) Beschreibung ergänzen | Weitere Bilder |
| 10249200580001 | (Karte) | Skön 58:1                            | Skön 58:1 (Hügelgrab / Link) Beschreibung ergänzen | Weitere Bilder |
| 10249200580002 | (Karte) | Skön 58:2                            | Skön 58:2 (Hausgründung / Link) Beschreibung ergänzen | Weitere Bilder |
| 10249200590001 | (Karte) | Skön 59:1                            | Skön 59:1 (Hügelgrab / Link) Beschreibung ergänzen | Weitere Bilder |
| 10249200600001 | (Karte) | Skön 60:1                            | Skön 60:1 (Gräberfeld / Link) Beschreibung ergänzen | Weitere Bilder |
| 10249200610001 | (Karte) | Skön 61:1                            | Skön 61:1 (Gräberfeld / Link) Beschreibung ergänzen | Weitere Bilder |
| 10249200620001 | (Karte) | Skön 62:1                            | Skön 62:1 (Steinsetzung / Link) Beschreibung ergänzen | Weitere Bilder |
| 10249200630001 | (Karte) | Skön 63:1                            | Skön 63:1 (Steinhügelgrab / Link) Beschreibung ergänzen | Weitere Bilder |
| 10249200640001 | (Karte) | Skön 64:1                            | Skön 64:1 (Steinsetzung / Link) Beschreibung ergänzen | Weitere Bilder |
| 10249200680001 | (Karte) | Skön 68:1                            | Skön 68:1 (Gräberfeld / Link) Beschreibung ergänzen | Weitere Bilder |
| 10249200690001 | (Karte) | Skön 69:1                            | Skön 69:1 (Hügelgrab / Link) Beschreibung ergänzen | Weitere Bilder |
| 10249200700001 | (Karte) | Skön 70:1 Medelpads runinskrifter 15 | Skön 70:1 (Runenstein / Link) Beschreibung ergänzen | Weitere Bilder |
| 10249200700002 | (Karte) | Skön 70:2 Medelpads runinskrifter 16 | Skön 70:2 (Runenstein / Link) Beschreibung ergänzen | Weitere Bilder |
| 10249200710001 | (Karte) | Skön 71:1                            | Skön 71:1 (Hügelgrab / Link) Beschreibung ergänzen | Weitere Bilder |
| 10249200720001 | (Karte) | Skön 72:1                            | Skön 72:1 (Hügelgrab / Link) Beschreibung ergänzen | Weitere Bilder |
| 10249200720002 | (Karte) | Skön 72:2                            | Skön 72:2 (Hügelgrab / Link) Beschreibung ergänzen | Weitere Bilder |
| 10249200730001 | (Karte) | Skön 73:1                            | Skön 73:1 (Steinsetzung / Link) Beschreibung ergänzen | Weitere Bilder |
| 10249200770001 | (Karte) | Skön 77:1                            | Skön 77:1 (Gräberfeld / Link) Beschreibung ergänzen | Weitere Bilder |
| 10249200780001 | (Karte) | Skön 78:1                            | Skön 78:1 (Hügelgrab / Link) Beschreibung ergänzen | Weitere Bilder |
| 10249200780002 | (Karte) | Skön 78:2                            | Skön 78:2 (Hügelgrab / Link) Beschreibung ergänzen | Weitere Bilder |
| 10249200800001 | (Karte) | Skön 80:1                            | Skön 80:1 (Gräberfeld / Link) Beschreibung ergänzen | Weitere Bilder |
| 10249200820001 | (Karte) | Skön 82:1                            | Skön 82:1 (Gräberfeld / Link) Beschreibung ergänzen | Weitere Bilder |
| 10249200850001 | (Karte) | Skön 85:1                            | Skön 85:1 (Hügelgrab / Link) Beschreibung ergänzen | Weitere Bilder |
| 10249200860001 | (Karte) | Skön 86:1                            | Skön 86:1 (Grab- und Siedlungsfläche / Link) Beschreibung ergänzen | Weitere Bilder |
| 10249200890001 | (Karte) | Skön 89:1                            | Skön 89:1 (Hügelgrab / Link) Beschreibung ergänzen | Weitere Bilder |
| 10249200890003 | (Karte) | Skön 89:3                            | Skön 89:3 (Steinsetzung / Link) Beschreibung ergänzen | Weitere Bilder |
| 10249200890004 | (Karte) | Skön 89:4                            | Skön 89:4 (Steinsetzung / Link) Beschreibung ergänzen | Weitere Bilder |
| 10249200900001 | (Karte) | Skön 90:1                            | Skön 90:1 (Hügelgrab / Link) Beschreibung ergänzen | Weitere Bilder |
| 10249200900002 | (Karte) | Skön 90:2                            | Skön 90:2 (Hügelgrab / Link) Beschreibung ergänzen | Weitere Bilder |
| 10249200910001 | (Karte) | Skön 91:1                            | Skön 91:1 (Hügelgrab / Link) Beschreibung ergänzen | Weitere Bilder |
| 10249200910002 | (Karte) | Skön 91:2                            | Skön 91:2 (Steinsetzung / Link) Beschreibung ergänzen | Weitere Bilder |
| 10249200920001 | (Karte) | Skön 92:1                            | Skön 92:1 (Hügelgrab / Link) Beschreibung ergänzen | Weitere Bilder |
| 10249200930001 | (Karte) | Skön 93:1                            | Skön 93:1 (Hügelgrab / Link) Beschreibung ergänzen | Weitere Bilder |
| 10249200930002 | (Karte) | Skön 93:2                            | Skön 93:2 (Hügelgrab / Link) Beschreibung ergänzen | Weitere Bilder |
| 10249200940001 | (Karte) | Skön 94:1                            | Skön 94:1 (Hügelgrab / Link) Beschreibung ergänzen | Weitere Bilder |
| 10249200960001 | (Karte) | Skön 96:1                            | Skön 96:1 (Steinhügelgrab / Link) Beschreibung ergänzen | Weitere Bilder |
| 10249200970001 | (Karte) | Skön 97:1                            | Skön 97:1 (Gräberfeld / Link) Beschreibung ergänzen | Weitere Bilder |
| 10249200980001 | (Karte) | Skön 98:1                            | Skön 98:1 (Hügelgrab / Link) Beschreibung ergänzen | Weitere Bilder |
| 10249200980002 | (Karte) | Skön 98:2                            | Skön 98:2 (Hügelgrab / Link) Beschreibung ergänzen | Weitere Bilder |
| 10249200990001 | (Karte) | Skön 99:1                            | Skön 99:1 (Gräberfeld / Link) Beschreibung ergänzen | Weitere Bilder |
| 10249201000001 | (Karte) | Skön 100:1                           | Skön 100:1 (Hügelgrab / Link) Beschreibung ergänzen | Weitere Bilder |
| 10249201040001 | (Karte) | Skön 104:1                           | Skön 104:1 (Hügelgrab / Link) Beschreibung ergänzen | Weitere Bilder |
| 10249201040002 | (Karte) | Skön 104:2                           | Skön 104:2 (Hügelgrab / Link) Beschreibung ergänzen | Weitere Bilder |
| 10249201040003 | (Karte) | Skön 104:3                           | Skön 104:3 (Hügelgrab / Link) Beschreibung ergänzen | Weitere Bilder |
| 10249201050001 | (Karte) | Skön 105:1                           | Skön 105:1 (Gräberfeld / Link) Beschreibung ergänzen | Weitere Bilder |
| 10249201060001 | (Karte) | Skön 106:1                           | Skön 106:1 (Hügelgrab / Link) Beschreibung ergänzen | Weitere Bilder |
| 10249201060002 | (Karte) | Skön 106:2                           | Skön 106:2 (Hügelgrab / Link) Beschreibung ergänzen | Weitere Bilder |
| 10249201060003 | (Karte) | Skön 106:3                           | Skön 106:3 (Hügelgrab / Link) Beschreibung ergänzen | Weitere Bilder |
| 10249201070001 | (Karte) | Skön 107:1                           | Skön 107:1 (Hügelgrab / Link) Beschreibung ergänzen | Weitere Bilder |
| 10249201070002 | (Karte) | Skön 107:2                           | Skön 107:2 (Hügelgrab / Link) Beschreibung ergänzen | Weitere Bilder |
| 10249201080001 | (Karte) | Skön 108:1                           | Skön 108:1 (Steinhügelgrab / Link) Beschreibung ergänzen | Weitere Bilder |
| 10249201080002 | (Karte) | Skön 108:2                           | Skön 108:2 (Steinhügelgrab / Link) Beschreibung ergänzen | Weitere Bilder |
| 10249201090001 | (Karte) | Skön 109:1                           | Skön 109:1 (Hügelgrab / Link) Beschreibung ergänzen | Weitere Bilder |
| 10249201150001 | (Karte) | Skön 115:1                           | Skön 115:1 (Steinsetzung / Link) Beschreibung ergänzen | Weitere Bilder |
| 10249201160001 | (Karte) | Skön 116:1                           | Skön 116:1 (Steinsetzung / Link) Beschreibung ergänzen | Weitere Bilder |
| 10249201170001 | (Karte) | Skön 117:1                           | Skön 117:1 (Gräberfeld / Link) Beschreibung ergänzen | Weitere Bilder |
| 10249201180001 | (Karte) | Skön 118:1                           | Skön 118:1 (Hügelgrab / Link) Beschreibung ergänzen | Weitere Bilder |
| 10249201220001 | (Karte) | Skön 122:1                           | Skön 122:1 (Gräberfeld / Link) Beschreibung ergänzen | Weitere Bilder |
| 10249201230001 | (Karte) | Skön 123:1                           | Skön 123:1 (Gräberfeld / Link) Beschreibung ergänzen | Weitere Bilder |
| 10249201250001 | (Karte) | Skön 125:1                           | Skön 125:1 (Hügelgrab / Link) Beschreibung ergänzen | Weitere Bilder |
| 10249201260001 | (Karte) | Skön 126:1                           | Skön 126:1 (Gräberfeld / Link) Beschreibung ergänzen | Weitere Bilder |
| 10249201320001 | (Karte) | Skön 132:1                           | Skön 132:1 (Hügelgrab / Link) Beschreibung ergänzen | Weitere Bilder |
| 10249201320002 | (Karte) | Skön 132:2                           | Skön 132:2 (Hügelgrab / Link) Beschreibung ergänzen | Weitere Bilder |